# ビリー・シャープ
ビリー・シャープ（Billy Sharp 、1986年2月5日 - ）は、イングランド・シェフィールド出身のプロサッカー選手。ロサンゼルス・ギャラクシー所属。ポジションは、FW。

## 経歴

### クラブ
はじめはロザラム・ユナイテッドFCのユースチームに在籍していたが、シェフィールド・ユナイテッドFCのユースチームに移籍。2004–05シーズンにトップチームに昇格したが、試合出場は2試合に終わった。
2005年、10万ポンドでスカンソープ・ユナイテッドFCに移籍。2006-07シーズン、リーグ戦で30ゴールを挙げ、チームのフットボールリーグ1優勝に大きく貢献した。この活躍から多くのクラブが獲得に乗り出したが、古巣のシェフィールド・ユナイテッド復帰を選択した。しかしスカンソープで見せたような活躍は出来ず、ドンカスター・ローヴァーズFCにレンタルで放出された。
以降、様々なクラブを渡り歩いた。プレミアリーグでプレーしたのはサウサンプトンFC在籍時、2012-13シーズンのわずか2試合で、ほとんどの時間をチャンピオンシップ以下の下位リーグで過ごしている。
2015年、当時はイングランドの3部リーグに相当するリーグ1だった、古巣シェフィールド・ユナイテッドに復帰。2016-17シーズンでは30得点を挙げ、勝ち点100での優勝・2部チャンピオンシップへの昇格に貢献した。2018-19シーズンでも24得点を挙げ、チームのプレミアリーグへの昇格にも貢献している。
2019-20シーズン、サウサンプトン在籍時の2012-13シーズン以来のプレミアリーグの出場を開幕戦で果たすと（2013-14シーズンは出場機会なし）、82分からの途中出場ながら88分に同点となるゴールを決めた（チームはこのゴールにより、1-1の引き分け）。
2023年8月15日、ロサンゼルス・ギャラクシーに移籍した。

## 所属クラブ
ユース
- ロザラム・ユナイテッドFC
- シェフィールド・ユナイテッドFC

プロ
- シェフィールド・ユナイテッドFC 2004-2005

→ラシュデン・アンド・ダイアモンズFC 2005 (loan)
- スカンソープ・ユナイテッドFC 2005-2007
- シェフィールド・ユナイテッドFC 2007-2010

→ドンカスター・ローヴァーズFC 2009-2010 (loan)
- ドンカスター・ローヴァーズFC 2010-2012
- サウサンプトンFC 2012-2014

→ノッティンガム・フォレストFC 2012-2013 (loan)
→レディングFC 2013-2014 (loan)
→ドンカスター・ローヴァーズFC 2014 (loan)
- リーズ・ユナイテッドAFC 2014-2015
- シェフィールド・ユナイテッドFC 2015-2023
- ロサンゼルス・ギャラクシー 2023-

## タイトル

### クラブ
スカンソープ・ユナイテッド
- フットボールリーグ1: 2006–07

シェフィールド・ユナイテッド
- フットボールリーグ1: 2016–17[4]

### 個人
- フットボールリーグ1得点王: (3) 2005-06, 2006-07, 2016-17
- フットボールリーグ・チャンピオンシップ年間ベストイレブン: (1) 2018-19
- フットボールリーグ1年間ベストイレブン: (3) 2005–06, 2006–07, 2016–17
- フットボールリーグ1年間MVP: (2) 2006–07[5], 2016-17
- フットボールリーグ・チャンピオンシップ月間MVP: 2011年11月[6]
- フットボールリーグ1月間MVP: 2017年2月[7]